# Municipio de Tajumulco
Municipio de Tajumulco är en kommun i Guatemala.   Den ligger i departementet Departamento de San Marcos, i den västra delen av landet, 150 km väster om huvudstaden Guatemala City.